# Unitri/Uberlândia
O Unitri/Uberlândia foi uma equipe profissional de basquete masculino da cidade de Uberlândia, em Minas Gerais. Atualmente está desativado.

## História
O time do Unitri/Uberlândia foi formado em agosto de 1998, após uma parceria entre a Unitri (à época chamada Unit) e o Uberlândia Tênis Clube, com a vinda do então técnico Ary Vidal. Em 2003, depois de construir uma hegemonia no estado de Minas Gerais, a equipe chegou à sua primeira decisão de Campeonato Brasileiro. No playoff final, foi derrotada pelo COC/Ribeirão Preto por 3 a 1. Em 2004, o time uberlandense conquistou o seu primeiro título nacional ao fechar a série final em três a zero contra o Flamengo. Em 2005, quando o Unitri defendeu seu título, acabou perdendo a final para o Telemar/Rio de Janeiro, porém foi nesse ano que o time conquistou seu primeiro título internacional: a Liga Sul-Americana de Basquete, ao vencer a série final contra o também brasileiro Universo/Ajax por três a um. Ao término da temporada 2006/2007, a equipe uberlandense fechou as portas.
Quando o NBB foi fundado em 2008, a Associação Salgado de Oliveira de Educação e Cultura comprou duas franquias para jogar o campeonato. Uma ficou com o time de Brasília, a outra ficou em "stand-by". Em 2010, o dono da Universo e da Unitri, Wellington Salgado, decidiu utilizar a outra vaga para reativar o Unitri/Uberlândia. Assim sendo, este retomou as suas atividades.
Na temporada 2010/2011, o Unitri/Uberlândia foi eliminado nas quartas de final pelo Lobos Brasília por 3 a 2, em jogos decididos sempre a favor do mandante da quadra, terminando a temporada em 6.º lugar.
Na temporada 2011/2012, o Unitri/Uberlândia encerrou o primeiro turno em segundo lugar, atrás do Flamengo, com uma campanha de 11 vitórias e três derrotas, sendo elas para o Paulistano, a Liga Sorocabana e o Franca, todos fora de casa. Com esta campanha, o Unitri/Uberlândia ganhou o direito de participar e sediar o Torneio Interligas de Basquetebol desta temporada, sendo sede do Grupo A, o qual era composto por: Unitri/Uberlândia, Pinheiros, Lanús e Libertad Sunchales. Após vencer o Lanús por 83 X 75 e o Libertad por 100 X 75, o Unitri perdeu para o Pinheiros por 52 X 69, saindo assim da disputa final do torneio. No segundo turno, o Unitri/Uberlândia sofreu com contusões principalmente de seu armador Valtinho, não conseguindo manter a mesma campanha do primeiro turno tendo sete vitórias e sete derrotas, além de ter perdido a invencibilidade em casa para Pinheiros e Flamengo, classificando para os playoffs em 5.º lugar. Nos playoffs o Unitri/Uberlândia ganhou do Tijuca por 3 a 1 e em sequência perdeu para o Flamengo por 3 a 2, terminando a temporada em 5.º lugar.
Na temporada 2012/2013, conseguiu terminar a fase regular em terceiro, com 25 vitórias em 34 jogos. Nas quartas de finais, enfretou o Pinheiros em uma série atípica, onde os visitantes levaram vantagem nos quatro primeiros jogos, sendo que o Unitri fez valer o mando de quadra somente no último jogo da série, classificando-se para as semifinais contra o Bauru. Na semifinal, o time de Uberlândia aproveitou dos desfalques da equipe do Bauru e conseguiu fechar a série em três jogos, voltando à decisão do Campeonato Brasileiro depois de oito anos (a primeira em se tratando de NBB). Na final, o Unitri/Uberlândia ficou com o vice-campeonato, após perder a final em jogo único por 77 a 70 para o Flamengo.
Para temporada 2013/2014, o Unitri/Uberlândia fechou novo patrocínio com a Magazine Luiza, passando a ter o nome de Unitri/Magazine Luiza. O elenco teve poucas alterações sendo elas: as saídas do pivô Estevam Ferreira e o armador Robby Collum e as chegadas do armador Ícaro Parisotto, o ala Ricardo Zanini  e o pivô Douglas Kurtz. No final de dezembro, se confirmou a contratação do armador estadunidense Rashad McCants, que não vingou e acabou sendo demitido da equipe no dia 8 de março pelo presidente Wellington Salgado, devido ao baixo aproveitamento na Liga das Américas 2014. Depois de terminar em sexto na fase de classificação, o Unitri enfrentou o Franca nas oitavas e foi eliminado terminando o campeonato na décima colocação.

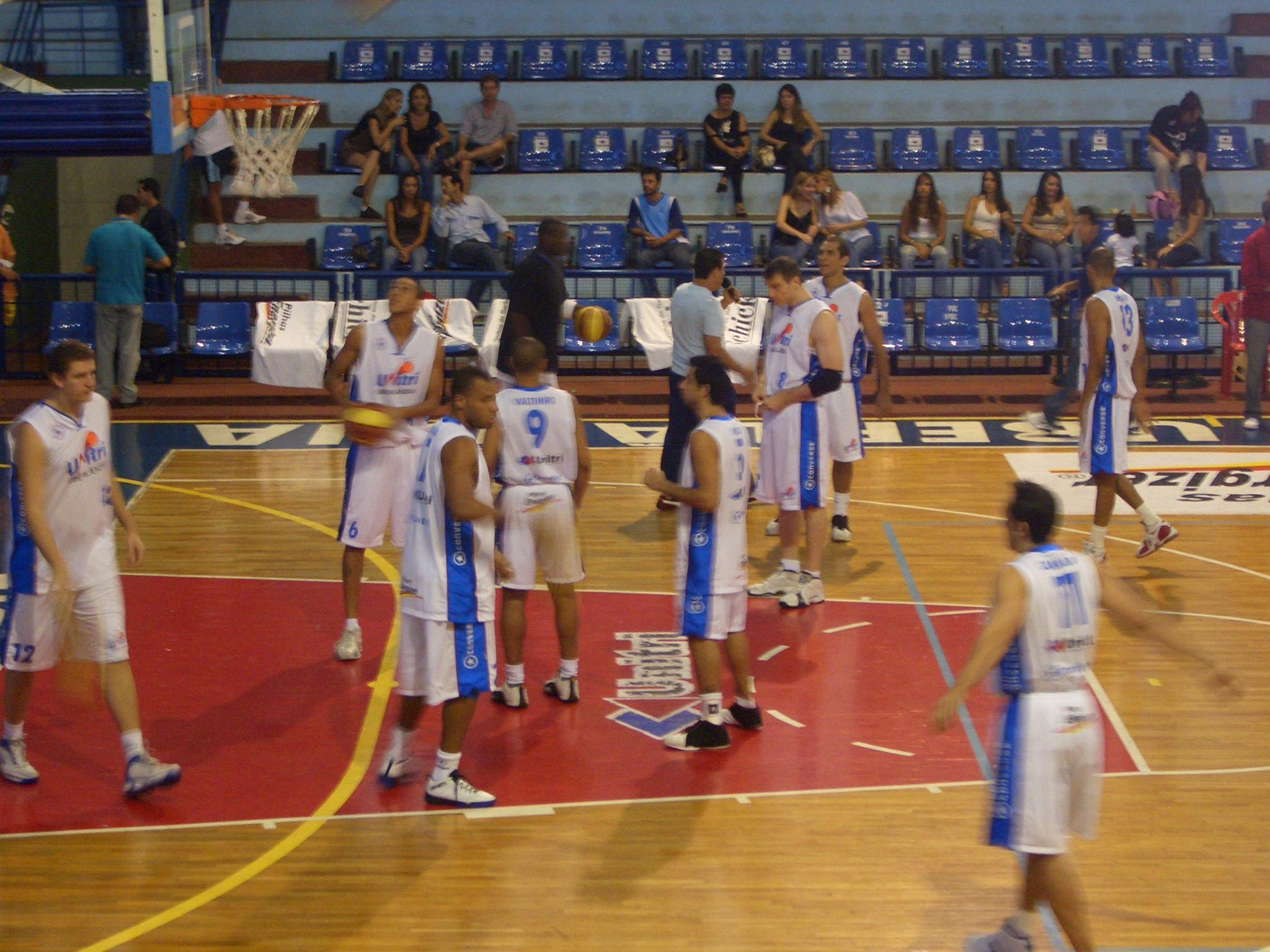
Aquecimento da Unitri/Uberlândia antes de jogo contra o Franca em 2007.

Na temporada 2014/2015, o Unitri/Uberlândia teve seu orçamento reduzido e uma grande reformulação do elenco foi iniciada. Ídolos da torcida não tiveram seus contratos renovados, sendo eles Valtinho, Robert Day, Cipolini, Leonardo, Kurtz e Leandro. Para composição do elenco foram anunciados: os armadores Hélio e Caleb Brown; o ala Vinícius Teló; o ala/pivô Rodrigo Silva; e os pivôs Renan, Douglas e o norte-americano O'Neal Mims. Para comandar o elenco foi contratado o técnico espanhol Arturo Alvarez. O time uberlandense não conseguiu bom desempenho e, durante o campeonato, trocou o treinador, contratando o argentino Carlos Romano. O Unitri/Uberlândia terminou a temporada em 13.º lugar, com nove vitórias e 21 derotas. Ao final da temporada 2014/2015, a equipe foi desativada pela segunda vez em sua gloriosa história.

## Títulos
| Continentais | Continentais          | Continentais | Continentais                                                                        |
|              | Competição            | Títulos      | Temporada                                                                           |
| ------------ | --------------------- | ------------ | ----------------------------------------------------------------------------------- |
|              | Liga Sul-Americana    | 1            | 2005                                                                                |
| Nacionais    |                       |              |                                                                                     |
|              | Competição            | Títulos      | Temporada                                                                           |
| Brasil       | Campeonato Brasileiro | 1            | 2004                                                                                |
| Brasil       | Supercopa Brasil      | 2            | 1998 e 1999                                                                         |
| Estaduais    |                       |              |                                                                                     |
|              | Competição            | Títulos      | Temporada                                                                           |
| Minas Gerais | Campeonato Mineiro    | 14           | 1998, 1999, 2000, 2001, 2002, 2003, 2004, 2005, 2006, 2010, 2011, 2012, 2013 e 2014 |

### Outros torneios
- Copa Brasil Centro-Oeste: 2 vezes (1998 e 1999).
- Torneio Início do Mineiro: 2 vezes (1998 e 1999).
- Torneio Eugenio Pimentel Arantes: 2 vezes (1998 e 1999).
- Copa Joaquim de Oliveira: 2 vezes (2005 e 2006).
- Taça Sérgio Santos: 1998.
- Torneio Cidade de Las Palmas: 2001.
- Copa Centro-Sul: 2004.
- Torneio Encestando Una Sonrisa: 2006.

## Campanhas de destaque
- Vice-Campeão da Liga Sul-Americana: 2004.
- Vice-campeão do Campeonato Sul-Americano de Clubes Campeões: 2005.
- Vice-campeão do Campeonato Brasileiro: 3 vezes (2003, 2005 e 2012-13).

## Últimas temporadas
Legenda:
| Campeão Vice-campeão | Classificado à Liga das Américas Classificado à Liga Sul-Americana |

## Equipes anteriores
Atualizado: 26/09/2014

## Participação em torneios

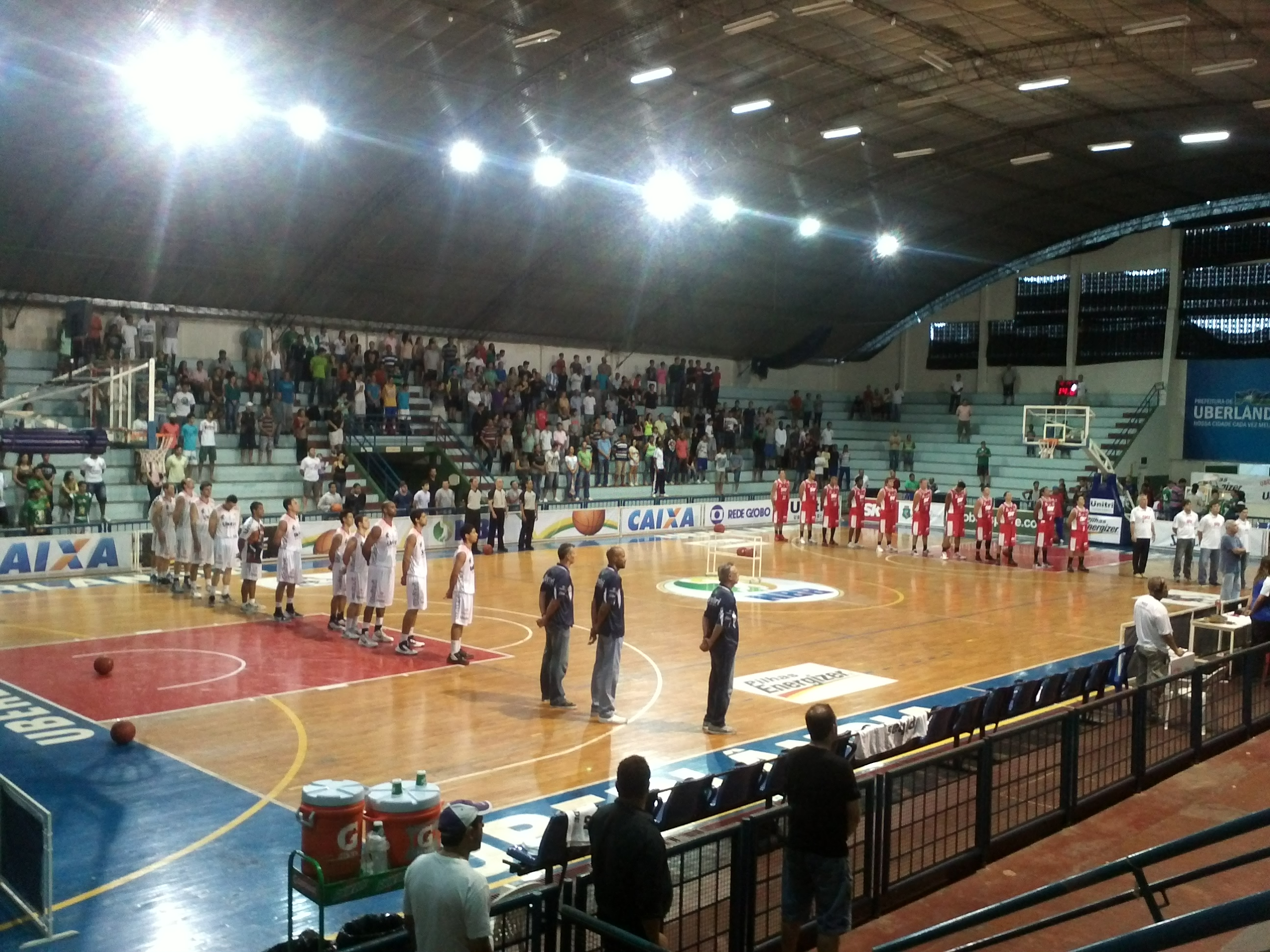
Perfilamento antes do 1º Jogo do Unitri/Uberlândia no NBB 5

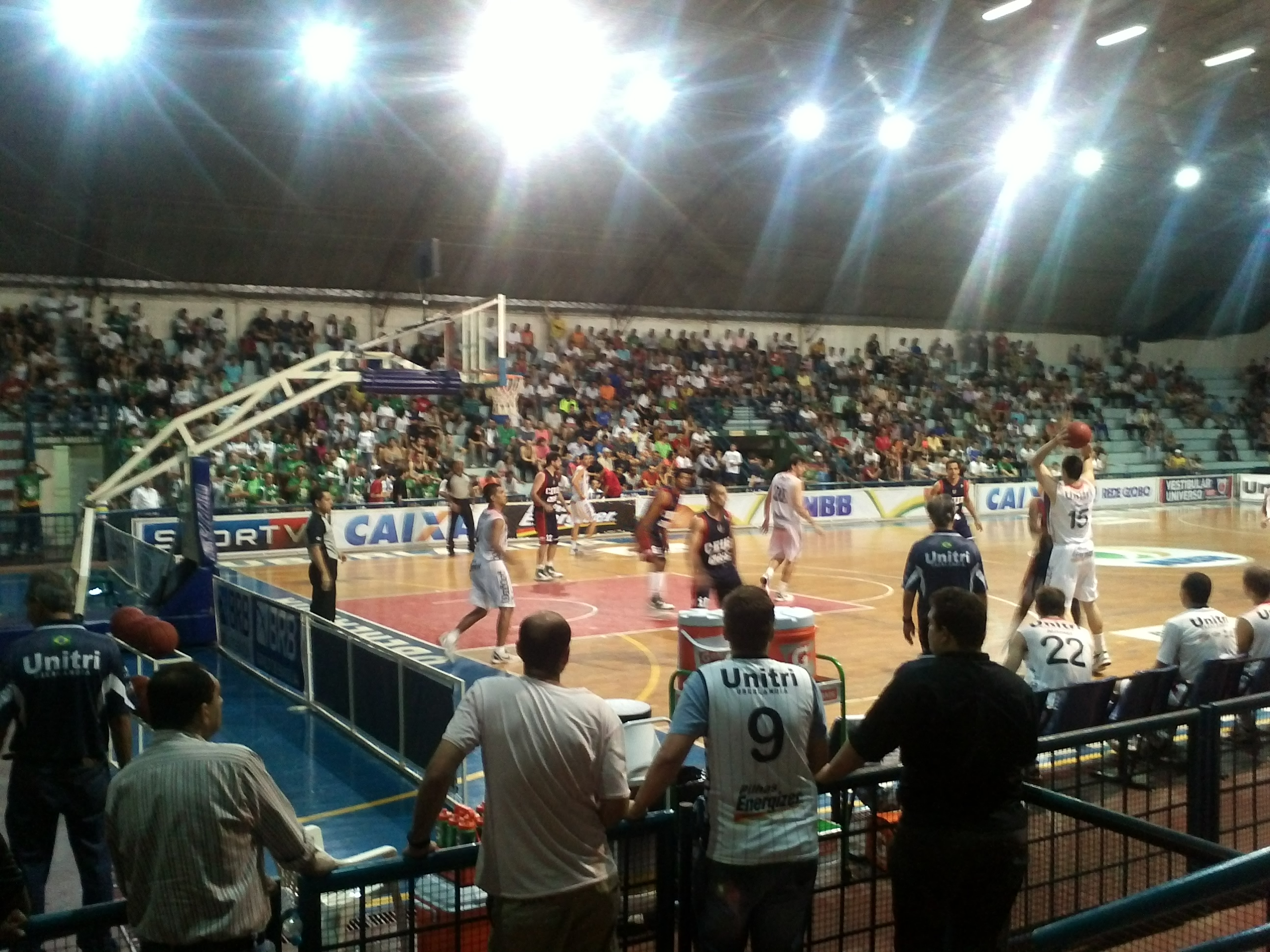
Lance de jogo entre Unitri/Uberlândia e Lobos Brasília, válido pela segunda rodada do NBB 5

| Campeonato                                  | Localidade                                 |   | Ano       | Classificação     |
| ------------------------------------------- | ------------------------------------------ | - | --------- | ----------------- |
| Torneio Início                              | Belo Horizonte                             |   | 1998      | CAMPEÃO           |
| Taça Sérgio Santos                          | Uberlândia                                 |   | 1998      | CAMPEÃO           |
| Torneio "Dr. Eugenio Pimentel Arantes"      | Uberlândia                                 |   | 1998      | CAMPEÃO           |
| Copa Caixa Centro Oeste                     | Brasília                                   |   | 1998      | CAMPEÃO           |
| Super Copa Caixa                            | Macapá                                     |   | 1998      | CAMPEÃO           |
| Estadual Adulto                             | Minas Gerais                               |   | 1998      | CAMPEÃO           |
| Torneio Início                              | Uberlândia                                 |   | 1999      | BI-CAMPEÃO        |
| Torneio "Dr. Eugenio Pimentel Arantes"      | Uberlândia                                 |   | 1999      | BI-CAMPEÃO        |
| Copa Caixa Centro Oeste                     | Brasília                                   |   | 1999      | BI-CAMPEÃO        |
| Super Copa Caixa                            | Macapá                                     |   | 1999      | BI-CAMPEÃO        |
| Estadual Adulto                             | Minas Gerais                               |   | 1999      | BI-CAMPEÃO        |
| Campeonato Nacional de Basquete             | Brasil                                     |   | 1999      | 9º Lugar          |
| Campeonato Nacional de Basquete             | Brasil                                     |   | 2000      | 3º Lugar          |
| Estadual Adulto                             | Minas Gerais                               |   | 2000      | TRI-CAMPEÃO       |
| Campeonato Nacional de Basquete             | Brasil                                     |   | 2001      | 5º Lugar          |
| Estadual Adulto                             | Minas Gerais                               |   | 2001      | TETRA-CAMPEÃO     |
| VI Liga Sul-Americana de Basquete           | América do Sul                             | - | 2001      | 7º Lugar          |
| Torneio Cidade de Las Palmas                | Espanha                                    |   | 2001      | CAMPEÃO           |
| Campeonato Nacional de Basquete             | Brasil                                     |   | 2002      | 5º Lugar          |
| Copa Sul Minas                              | Goiânia                                    |   | 2002      | 4º Lugar          |
| Campeonato Mineiro                          | Minas Gerais                               |   | 2002      | PENTA-CAMPEÃO     |
| Campeonato Nacional de Basquete             | Brasil                                     |   | 2003      | 2º Lugar          |
| Copa EPTV                                   | Minas Gerais                               |   | 2003      | 2º Lugar          |
| Estadual Adulto                             | Minas Gerais                               |   | 2003      | HEXA-CAMPEÃO      |
| Copa Centro-Sul                             | Londrina                                   |   | 2004      | CAMPEÃO           |
| Liga Sul-Americana de Basquete              | América do Sul                             | - | 2004      | 2º Lugar          |
| Campeonato Nacional de Basquete             | Brasil                                     |   | 2004      | CAMPEÃO           |
| Campeonato Sul-Americano de Clubes Campeões | América do Sul                             | - | 2004      | 4º Lugar          |
| Estadual Adulto                             | Minas Gerais                               |   | 2004      | HEPTA-CAMPEÃO     |
| Liga Sul-Americana de Basquete              | América do Sul                             | - | 2005      | CAMPEÃO           |
| Campeonato Nacional de Basquete             | Brasil                                     |   | 2005      | 2º Lugar          |
| Torneio Encestando Una Sonrisa              | Chile                                      |   | 2005      | 2º Lugar          |
| Campeonato Sul-Americano de Clubes Campeões | Argentina                                  |   | 2005      | 2º Lugar          |
| Copa Joaquim de Oliveira                    | Minas Gerais                               |   | 2005      | CAMPEÃO           |
| Estadual Adulto                             | Minas Gerais                               |   | 2005      | OCTA-CAMPEÃO      |
| Torneio da Páscoa                           | Uberlândia                                 |   | 2006      | 2º Lugar          |
| Liga Sul-Americana de Basquete              | América do Sul                             | - | 2006      | 3º Lugar          |
| Campeonato Nacional de Basquete             | Brasil                                     |   | 2006      | 7º Lugar          |
| Torneio Encestando Una Sonrisa              | Chile                                      |   | 2006      | CAMPEÃO           |
| Copa Joaquim de Oliveira                    | Minas Gerais                               |   | 2006      | BI-CAMPEÃO        |
| Estadual Adulto                             | Minas Gerais                               |   | 2006      | ENEA-CAMPEÃO      |
| Campeonato Nacional de Basquete             | Brasil                                     |   | 2007      | 3º Lugar          |
| Estadual Adulto                             | Minas Gerais                               |   | 2010      | DECA-CAMPEÃO      |
| Novo Basquete Brasil                        | Brasil                                     |   | 2010/2011 | 6º Lugar          |
| Estadual Adulto                             | Minas Gerais                               |   | 2011      | UNODECA-CAMPEÃO   |
| Novo Basquete Brasil                        | Brasil                                     |   | 2011/2012 | 5º Lugar          |
| Estadual Adulto                             | Minas Gerais                               |   | 2012      | DUODECA-CAMPEÃO   |
| Novo Basquete Brasil                        | Brasil                                     |   | 2012/2013 | 2º Lugar          |
| Estadual Adulto                             | Minas Gerais                               |   | 2013      | TRIDECA-CAMPEÃO   |
| Novo Basquete Brasil                        | Brasil                                     |   | 2013/2014 | 10º Lugar         |
| Liga das Américas                           | Continente americano (exceto EUA e Canadá) | - | 2014      | 6º Lugar          |
| Estadual Adulto                             | Minas Gerais                               |   | 2014      | TETRADECA-CAMPEÃO |
| Novo Basquete Brasil                        | Brasil                                     |   | 2014/2015 | 13º Lugar         |